# Agnieszka Wieszczek
Agnieszka Jadwiga Wieszczek-Kordus (* 22. März 1983 in Wałbrzych) ist eine polnische Ringerin. Sie gewann bei den Olympischen Spielen 2008 in Peking und bei vier Europameisterschaften jeweils eine Bronzemedaille in den Gewichtsklassen bis 67 kg bzw. bis 72 kg.

## Werdegang
Agnieszka Wieszczek begann erst mit 17 Jahren im Jahre 2000 mit dem Ringen. Die kräftige, 1,75 Meter große Athletin, startete zu Beginn ihrer Laufbahn und im Jahre 2006 in der Gewichtsklasse bis 67 kg, ab 2004 in der Gewichtsklasse bis 72 kg Körpergewicht, zwischen 2014 und 2016 in der 69-kg-Klasse und seit 2019 vornehmlich in der 68-kg-Klasse. Sie trat in ihrer Karriere unter anderem für die die Sportvereine Grunwald Poznań und ZTA Zgierz an. Seit 2009 wird sie von Piotr Krajewski trainiert. Ebenfalls in 2009 heiratete sie den Ringer Arkadiusz Kordus und änderte ihren Nachnamen zu Wieszczek-Kordus. Sie hat studiert und ist Militärangehörige in der polnischen Luftwaffe.
Aufgrund der Tatsache, dass sie erst relativ spät mit dem Ringen begann, kann sie auf der internationalen Ringermatte im Juniorenalter keine Erfolge aufweisen. Der erste bemerkenswerte Erfolg gelang ihr im Jahre 2004, als sie in Łódź Vize-Weltmeisterin der Studentinnen in der Gewichtsklasse bis 72 kg hinter der US-Amerikanerin Stephany Lee wurde. 2005 startete sie in Warna erstmals bei einer Europameisterschaft der Damen und belegte dort den 7. Platz. 2005 gewann sie bei der Universitäten-Weltmeisterschaft in Izmir mit dem 3. Platz eine Bronzemedaille. Bei der Ringer-Weltmeisterschaft 2005 in Budapest kam sie zu einem Sieg über Maria Louiza Vryoni aus Griechenland, verlor aber dann gegen Iris Smith aus den Vereinigten Staaten und gegen Stanka Slatewa aus Bulgarien und erreichte nur den 12. Platz.
Im Jahre 2006 gewann Agnieszka Wieszczek dann bei der Europameisterschaft in Moskau in der Gewichtsklasse bis 67 kg hinter Jelena Perepelkina aus Russland und Kristina Odrina Orbowa aus Lettland eine Bronzemedaille. Bei der Weltmeisterschaft dieses Jahres in Guangzhou konnte sie keinen solchen Erfolg erzielen. Sie verlor dort nach einem gewonnenen Kampf gegen Elena Diana Mudrag aus Rumänien und kam auf den 8. Platz. Ganz ähnlich verlief für Agnieszka Wieszczek auch das Jahr 2007. Sie gewann zunächst bei der Europameisterschaft in Sofia mit Siegen über Dina Iwanowa, Lettland, Marina Gastl, Österreich und Nina Sklenkova, Tschechien, bei einer Niederlage gegen Swetlana Sajenko aus der Ukraine wieder eine Bronzemedaille. Bei der Weltmeisterschaft in Baku besiegte sie erneut Maria Louiza Vryoni und unterlag danach gegen Kristie Marano (Davis), Vereinigte Staaten und gegen Maider Unda Gonzales de Audicana aus Spanien, wobei diese Ergebnisse diesmal nur für den 16. Platz reichten.
Die Saison 2008 verlief dagegen für sie umgekehrt zu den Saisons 2006 und 2007. Sie war 2008 nämlich bei der Europameisterschaft in Tampere erfolglos, wo sie nach einer Niederlage gegen Anita Schätzle aus Deutschland nur den 13. Platz belegte. Umso erfolgreicher war sie dann bei den Olympischen Spielen in Peking, denn sie erkämpfte sich dort mit Siegen über Annabel Laure Ali aus Kamerun und Anita Schätzle, einer Niederlage gegen Stanka Slatewa und einem Sieg über Maider Unda Gonzales de Audicana eine olympische Bronzemedaille und feierte damit den größten Erfolg ihrer Laufbahn.
Weitere Medaillen gewann Agnieszka Wieszczek-Kordus dann noch bei der Europameisterschaft 2009 in Vilnius und bei der Europameisterschaft 2011 in Dortmund. In den entscheidenden Begegnungen erkämpfte sie sich diese Medaillen 2009 durch einen Sieg über Emma Weberg aus Schweden und 2011 durch Siege über Maria Müller aus Deutschland und Kristine Odrina Orbowa. An Weltmeisterschaften nahm sie zwischen 2009 und 2011 nur im Jahre 2011 in Istanbul teil. Sie verlor dort aber gegen Stanka Slatewa und gegen Güzäl Mänürowa aus Kasachstan und landete abgeschlagen auf dem 30. Platz. 2010 nahm sie an den Militär-Weltmeisterschaften im finnischen Lahti teil, bei denen sie 3. wurde.
Im Jahre 2012 versuchte sie, sich bei den Turnieren in Sofia, Taiyuan und Helsinki für die Teilnahme an den Olympischen Spielen in London zu qualifizieren. Das gelang ihr mit den Plätzen 3., 10. und 17. jedoch nicht.
2013 trat sie in der 72-kg-Klasse bei den Europameisterschaften an. Nach zwei Siegen scheiterte sie gegen die Russin Natalja Worobjowa und im folgenden Kampf um Bronze gegen Kateryna Burmistrowa aus der Ukraine. Nach einer nicht von Erfolg gekrönten Weltmeisterschaftsteilnahme 2014 (Platz 10) folgte in demselben Jahr die Teilnahme an den Militärweltmeisterschaften in Fort Dix. Bei diesen erreichte sie in der Klasse bis 69 kg Rang 3. 2015 nahm Wieszczek-Kordus an den erstmals ausgetragenen Europaspielen teil. Bei diesen wurde sie in ihrer Gewichtsklasse 8.
Sie versuchte sich im Jahr 2016 abermals für die Olympischen Spiele zu qualifizieren. Beim Olympia-Qualifikationsturnier in Zrenjanin erreichte sie Platz 1 in der 69-kg-Klasse und konnte sich die Teilnahme sichern. Bei den Spielen in Rio de Janeiro verlor sie gegen die Türkin Buse Tosun und schied aus. In demselben Jahr folgte die nächste Militärweltmeisterschaftsteilnahme, bei der sie sich in der Gewichtsklasse bis 69 kg die Goldmedaille erkämpfen konnte.
Nachdem Agnieszka Wieszczek-Kordus 2017 international nicht in Erscheinung trat, nahm sie 2018 wieder an Wettkämpfen teil, nun in der Klasse bis 72 kg Körpergewicht. So wurde sie bei den Europameisterschaften in Kaspijsk 8. und bei den Weltmeisterschaften in Budapest 17. 2019 folgte ihr Wechsel in die 68-kg-Klasse und die erneute Teilnahme an Europaspielen, bei denen sie abermals 8. wurde. Die Weltmeisterschaften in Nur-Sultan (später in Astana umbenannt) beendete sie auf einem guten 8. Platz. Ebenfalls 2019 trat Wieszczek-Kordus bei den Militärweltspielen in Wuhan an. Nach mehreren Siegen erreichte sie das Finale, in dem sie Zhou Feng aus China unterlag und die Silbermedaille gewann. Bei den Europameisterschaften 2020 wurde sie 11. (68-kg-Klasse), bei der EM 2021 in der 72-kg-Klasse erreichte sie Rang 8.
Vor Beginn der auf das Jahr 2021 verschobenen Olympischen Spiele 2020 hat das Schwedische Olympische Komitee den Startplatz der in der Zwischenzeit wegen Dopings gesperrten Schwedin Jenny Fransson in der Gewichtsklasse bis 68 kg zurückgegeben. Dadurch erlangte Agnieszka Wieszczek-Kordus durch ihren 8. Platz bei der Weltmeisterschaft 2019 den vakanten Startplatz. Bei den Spielen in Tokio unterlag sie in der ersten Runde der Ukrainerin Alla Tscherkassowa und schied aus.
Agnieszka Wieszczek ist auch vielfache polnische Meisterin in den Gewichtsklassen bis 67 kg bzw. bis 72 kg Körpergewicht.

## Internationale Erfolge
| Jahr | Platz  | Wettbewerb                                                | Gewichtsklasse | Ergebnisse |
| ---- | ------ | --------------------------------------------------------- | -------------- | --- |
| 2003 | 5.     | Austrian-Lady-Open in Götzis                              | bis 67 kg      | hinter Lise Legrand, Frankreich, Shannon Samler, Kanada, Monika Maj und Katarzyna Jaworska, beide Polen                                                   |
| 2004 | 4.     | FILA-Test-Turnier in Athen                                | bis 67 kg      | hinter Julija Bartnowskaja, Russland, Jing Ruixue, Volksrepublik China und Norie Saito, Japan                                                             |
| 2004 | 2.     | Universitäten-WM in Łódź                                  | bis 72 kg      | hinter Stephany Lee, USA, vor Maria Louiza Vryoni, Griechenland und Ayako Murashima, Japan                                                                |
| 2004 | 5.     | Austrian-Lady-Open in Götzis                              | bis 72 kg      | hinter Christine Nordhagen, Kanada, Stanka Slatewa, Bulgarien, Anita Schätzle, Deutschland und Ohenewa Akuffo, Kanada                                     |
| 2005 | 7.     | EM in Warna                                               | bis 72 kg      | nach einem Sieg über Maider Unda Gonzales de Audicana, Spanien und einer Niederlage gegen Stanka Slatewa                                                  |
| 2005 | 1.     | „Gilbert-Schaub“-Memorial in Tourcoing                    | bis 72 kg      | vor Stanka Slatewa und Caroline dos Santos, Frankreich |
| 2005 | 3.     | Austrian-Lady-Open in Götzis                              | bis 72 kg      | hinter Stanka Slatewa und Marina Gastl, Österreich |
| 2005 | 3.     | Canada-Cup in Guelph                                      | bis 72 kg      | hinter Anita Schätzle und Pam Wilson, Kanada |
| 2005 | 12.    | WM in Budapest                                            | bis 72 kg      | nach einem Sieg über Maria Louiza Vryoni und Niederlagen gegen Iris Smith, USA und Stanka Slatewa                                                         |
| 2006 | 9.     | Klippan-Lady-Open                                         | bis 72 kg      | Siegerin: Anna Wawrzycka, Polen, vor Anita Schätzle |
| 2006 | 3.     | EM in Moskau                                              | bis 67 kg      | hinter Jelena Perepelkina, Russland und Kristina Odrina Orbowa, Lettland, gemeinsam mit Irina Zyrkewitsch, Belarus                                        |
| 2006 | 8.     | WM in Guangzhou                                           | bis 67 kg      | nach einem Sieg über N'guessan Stephanie Kouassi, CIV und einer Niederlage gegen Elena Diana Mudrag, Rumänien                                             |
| 2007 | 5.     | Klippan-Lady-Open                                         | bis 72 kg      | hinter Alena Starodubzewa, Russland, Jenny Fransson, Schweden, Marina Gastl und Maria Louiza Vryoni                                                       |
| 2007 | 3.     | EM in Sofia                                               | bis 72 kg      | nach Siegen über Dina Iwanowa, Lettland und Marina Gastl, einer Niederlage gegen Swetlana Sajenko, Ukraine und einem Sieg über Nina Sklenkova, Tschechien |
| 2007 | 8.     | Austrian-Lady-Open in Götzis                              | bis 72 kg      | Siegerin: Liang Yue, Volksrepublik China, vor Ohenewa Akuffo und Hong Yan, China                                                                          |
| 2007 | 16.    | WM in Baku                                                | bis 72 kg      | nach einem Sieg über Maria Louiza Vryoni und Niederlagen gegen Kristie Marano (Davis), USA und Maidr Unda Gonzales de Audicana                            |
| 2008 | 3.     | Klippan-Lady-Open                                         | bis 72 kg      | hinter Stanka Slatewa und Maider Unda Gonzales de Audicana                                                                                                |
| 2008 | 13.    | EM in Tampere                                             | bis 72 kg      | nach einer Niederlage gegen Anita Schätzle |
| 2008 | 1.     | Olympia-Qualifik.-Turnier in Edmonton                     | bis 72 kg      | vor Rosangela Conceicao, Brasilien, Annabel Laure Ali, Kamerun und Audrey Prieto, Frankreich                                                              |
| 2008 | Bronze | OS in Peking                                              | bis 72 kg      | nach Siegen über Annabel Laure Ali und Anita Schätzle, einer Niederlage gegen Stanka Slatewa und einem Sieg über Maider Unda Gonzales de Audicana         |
| 2009 | 2.     | „Dave-Schultz“-Memorial International in Colorado Springs | bis 72 kg      | hinter Stephany Lee, vor Pamela Wilson, Kanada und Adeline Gray, USA                                                                                      |
| 2009 | 5.     | Klippan-Lady-Open                                         | bis 72 kg      | hinter Alena Starodubzewa, Emma Weberg, Schweden, Iris Smith und Marina Gastl                                                                             |
| 2009 | 3.     | EM in Vilnius                                             | bis 72 kg      | nach einem Sieg über Maria Louiza Vryoni, einer Niederlage gegen Stanka Slatewa und einem Sieg über Emma Weberg                                           |
| 2010 | 9.     | Austrian-Lady-Open in Götzis                              | bis 72 kg      | Siegerin: Jenny Fransson vor Swetlana Sajenko |
| 2010 | 3.     | Militär-WM in Lahti                                       | bis 72 kg      | hinter Iris Smith und Yang Lijun, China |
| 2010 | 5.     | Universitäten-WM in Turin                                 | bis 72 kg      | hinter Ali Sue Bernard, USA, Hiroe Suzuki, Japan, Sheherazade Bentorki, Frankreich und Olesan Waschtschuk, Ukraine                                        |
| 2011 | 6.     | „Dave-Schultz“-Memorial-International in Colorado Springs | bis 72 kg      | Siegerin: Gelegdschamtsyn Narantschimeg, Mongolei vor Leah Callahan, Kanada                                                                               |
| 2011 | 5.     | Grand-Prix von Tourcoing                                  | bis 72 kg      | Siegerin: Xu Qing, China vor Natalja Worobjewa, Russland                                                                                                  |
| 2011 | 3.     | Golden-Grand-Prix in Klippan                              | bis 72 kg      | hinter Jenny Fransson und Mae Epp, Estland |
| 2011 | 3.     | EM in Dortmund                                            | bis 72 kg      | nach einer Niederlage gegen Wassilissa Marsaljuk, Belarus und Siegen über Maria Louiza Vryoni, Maria Müller, Deutschland und Kristine Odrina Orbowa       |
| 2011 | 3.     | Großer Preis von Deutschland in Dormagen                  | bis 72 kg      | hinter Natalja Worobjewa und Leah Callahan |
| 2011 | 1.     | Großer Preis von Spanien in Madrid                        | bis 72 kg      | vor Annabel Laure Ali, Marina Gastl und Taramit Weffey, Venezuela                                                                                         |
| 2011 | 30.    | WM in Istanbul                                            | bis 72 kg      | nach Niederlagen gegen Stanka Slatewa und Güzäl Mänürowa, Kasachstan                                                                                      |
| 2012 | 7.     | Golden-Grand-Prix in Klippan                              | bis 72 kg      | Siegerin: Natalja Worobjewa vor Maider Unda Gonzales de Audicana                                                                                          |
| 2012 | 3.     | Olympia-Qualifik.-Turnier in Sofia                        | bis 72 kg      | hinter Jenny Fransson und Kateryna Burmistrowa, Ukraine                                                                                                   |
| 2012 | 10.    | Olympia-Qualifik.Turnier in Taiyuan/China                 | bis 72 kg      | Siegerin: Otschirbatyn Burmaa, Mongolei vor Swetlana Sajenko und Maja Gunvor Erlandsen, Norwegen                                                          |
| 2012 | 17.    | Olympia-Qualifik.-Turnier in Helsinki                     | bis 72 kg      | Siegerin: Maider Unda Gonzales de Audicana vor Cynthia Vescan, Frankreich, Mae Epp und Marina Gastl                                                       |
| 2012 | 3.     | Golden-Grand-Prix in Baku                                 | bis 72 kg      | hinter Jenny Fransson und Kateryna Burmistrowa |
| 2013 | 1.     | Flatz Open in Wolfurt                                     | bis 72 kg      | vor Bianca Buch, Deutschland |
| 2013 | 2.     | Internationales ukrainisches Turnier in Kiew              | bis 72 kg      | hinter Kateryna Burmistrowa, Ukraine |
| 2013 | 5.     | EM in Tiflis                                              | bis 72 kg      | hinter Natalja Worobjowa, Russland, Maider Unda Gonzalez de Audikana, Spanien, und Kateryna Burmistrowa                                                   |
| 2014 | 3.     | Großer Preis von Spanien in Madrid                        | bis 67 kg      | hinter Jenny Fransson und Aline Rotter-Focken, Deutschland                                                                                                |
| 2014 | 10.    | WM in Taschkent                                           | bis 69 kg      | nach einem Sieg über Randi Miller, USA und einer Niederlage gegen Jenny Fransson                                                                          |
| 2014 | 3.     | Militär-WM in Fort Dix                                    | bis 69 kg      | hinter Randi Miller und Enas Mostafa, Ägypten |
| 2015 | 3.     | Mongolia Open in Ulaanbaatar                              | bis 69 kg      | hinter Elmira Sysdykowa, Kasachstan und Randi Miller |
| 2015 | 8.     | Europaspiele in Baku                                      | bis 69 kg      | nach einem Sieg über Adina Popescu, Rumänien und einer Niederlage gegen Natalja Worobjowa, Russland                                                       |
| 2015 | 2.     | Poland Open in Warschau                                   | bis 69 kg      | hinter Otschirbatyn Nasanburmaa, Mongolei |
| 2015 | 15.    | WM in Paradise                                            | bis 69 kg      | nach einem Sieg über Dorothy Yeats, Kanada und einer Niederlage gegen Otschirbatyn Nasanburmaa                                                            |
| 2016 | 2.     | Großer Preis von Paris                                    | bis 69 kg      | hinter Aline Rotter-Focken |
| 2016 | 1.     | Olympia-Qualifik.-Turnier in Zrenjanin                    | bis 69 kg      | vor Buse Tosun, Türkei, Alina Stadnyk-Machynja, Ukraine, und Laura Skujiņa, Lettland                                                                      |
| 2016 | 16.    | OS in Rio de Janeiro                                      | bis 69 kg      | nach einer Niederlage gegen Buse Tosun, Türkei |
| 2016 | 1.     | Militär-WM in Skopje                                      | bis 69 kg      | vor Wang Chunying, China |
| 2017 | 1.     | Militär-WM in Klaipeda                                    | 75 kg          | vor Iryna Passitschnyk, Ukraine und Anastasia Lobsinger, USA                                                                                              |
| 2018 | 2.     | Internationales ukrainisches Turnier in Kiew              | bis 72 kg      | hinter Alla Belinska, Ukraine |
| 2018 | 1.     | „Dan-Kolow“- & „Nikola-Petrow“-Memorial in Sofia          | bis 72 kg      | vor Cynthia Vescan, Frankreich |
| 2018 | 8.     | EM in Kaspijsk                                            | bis 72 kg      | nach einer Niederlage gegen Jelena Perepelkina, Russland                                                                                                  |
| 2018 | 2.     | Großer Preis von Spanien in Madrid                        | bis 72 kg      | hinter Martina Kuenz, Österreich |
| 2018 | 17.    | WM in Budapest                                            | bis 72 kg      | nach einer Niederlage gegen Buse Tosun, Türkei |
| 2019 | 10.    | EM in Bukarest                                            | bis 68 kg      | nach Niederlagen gegen Alla Tscherkassowa, Ukraine und Jenny Fransson                                                                                     |
| 2019 | 8.     | Europaspiele in Minsk                                     | bis 68 kg      | nach einem Sieg über Adéla Hanzlíčková, Tschechien und einer Niederlage gegen Alla Tscherkassowa                                                          |
| 2019 | 2.     | Großer Preis von Spanien in Madrid                        | bis 68 kg      | hinter Divya Kakran, Indien |
| 2019 | 8.     | WM in Nur-Sultan                                          | bis 68 kg      | nach Siegen über Luz Clara Vázquez, Argentinien, Irina Kasjulina, Kasachstan und einer Niederlage gegen Anna Schell, Deutschland                          |
| 2019 | 2.     | Militärweltspiele in Wuhan                                | bis 68 kg      | nach Siegen über Blandine Ngiri, Kamerun, Dailane Reis, Brasilien, Ench-Amaryn Dawaanasan, Mongolei und einer Finalniederlage gegen Zhou Feng, China      |
| 2020 | 11.    | EM in Rom                                                 | bis 68 kg      | nach einer Niederlage gegen Hanna Sadchanka, Belarus |
| 2020 | 2.     | Poland Open in Warschau                                   | bis 68 kg      | hinter Meerim Dschumanasarowa, Kirgisistan |
| 2021 | 8.     | EM in Warschau                                            | bis 72 kg      | nach einer Niederlage gegen Dalma Caneva, Italien |
| 2021 | 16.    | OS in Tokio                                               | bis 68 kg      | nach einer Niederlage gegen Alla Tscherkassowa, Ukraine                                                                                                   |

Erläuterungen
- alle Wettkämpfe im freien Stil
- OS = Olympische Spiele, WM = Weltmeisterschaft, EM = Europameisterschaft

## Auszeichnungen
- Goldenes Verdienstkreuz der Republik Polen: 2008[2]